# 杨各乡
杨各乡，是中华人民共和国四川省甘孜藏族自治州色达县下辖的一个乡镇级行政单位。屬色尔坝地域。

## 行政区划
杨各乡下辖以下地区：
觉洛村、上甲斗村、下甲斗村、加更达村、支巴村、麦旭村和亚旭村。